# Los muchachos se divierten
 Los muchachos se divierten  es una película argentina del género de comedia filmada en blanco y negro dirigida y guionada por Manuel Romero que se estrenó el 3 de julio de 1940 y que tuvo como protagonistas a Sofía Bozán, Carmen del Moral, Alicia Barrié, Benita Puértolas, Enrique Roldán, Marcelo Ruggero y Enrique Serrano. 

## Reparto
- Sofía Bozán
- Carmen del Moral
- Alicia Barrié
- Alberto Bello
- Roberto Blanco
- Juan Mangiante
- Rosa Martín
- Benita Puértolas
- Enrique Roldán
- Marcelo Ruggero
- Enrique Serrano
- Renée Sutil
- Carlos Tajes
- Charlo

## Sinopsis
Unos jóvenes de la ciudad, de visita en el campo, se divierten engañando a ingenuos muchachos lugareños.

## Crítica
Para el crítico Roland “ninguno de los ingredientes romerianos faltan en el nuevo filme de Lumiton (…) espectáculo animado y de fácil éxito (…) fotografía espléndidamente iluminada (…) sonido irreprochable”, en tanto que en la crónica del Heraldo del Cine se leía: “Romero hace olvidar la inconsistencia de la trama con la agilidad de la acción y la hábil intercalación de chistes y ocurrencias”.